# Il bar delle grandi speranze
Il bar delle grandi speranze (The Tender Bar) è un romanzo del 2005 dell'autore statunitense J. R. Moehringer.

## Trama
Il romanzo è l'opera prima del giornalista J. R. Moehringer. In esso l'autore ripercorre una parte della sua vita, dai sette ai venticinque anni di età, raccontando il suo percorso per diventare uomo e di come gli avventori del bar Dickens lo abbiano traghettato dalla fanciullezza all'età adulta.

## Struttura
Il romanzo si compone di un prologo, 44 capitoli scanditi in due parti, ed un epilogo. Queste quattro divisioni (prologo, parte prima, parte seconda, epilogo) sono tutte precedute da una breve citazione d'autore. Le citazioni appartengono, nell'ordine, a: Dylan Thomas, Elias Canetti, William Shakespeare, Van Morrison.

## Adattamento cinematografico
Nel 2021 è uscito l'adattamento cinematografico, intitolato come l'omonima autobiografia, con protagonista Ben Affleck e diretto dal noto attore e regista George Clooney.

## Edizioni
- J. R. Moehringer, Il bar delle grandi speranze, traduzione di Annalisa Carena, 2ª ed., Piemme, 2007, ISBN 978-88-384-8958-7.
- J. R. Moehringer, The Tender Bar. Il bar delle grandi speranze, traduzione di Annalisa Carena, Piemme, 2022, ISBN 978-88-5544-714-0.